# Barațca
Barațca – wieś w Rumunii, w okręgu Arad, w gminie Păuliș. W 2011 roku liczyła 223 mieszkańców. 